# Ciudad Perdida
Ciudad Perdida (spanisch Verlorene Stadt; auch Teyuna [indigener Name] und Buritaca-200 [Archäologische Bezeichnung]) liegt in der Sierra Nevada de Santa Marta in der Región Caribe im Norden Kolumbiens und ist neben Machu Picchu eine der größten wiederentdeckten präkolumbischen Städte Südamerikas.
Die Ruinenstadt liegt ca. 40 km südöstlich von Santa Marta inmitten der Sierra Nevada de Santa Marta im oberen Tal des Río Buritaca, bedeckt eine Fläche von ca. 2 km² und besteht aus etwa 200 ovalen und runden Terrassen, die teils durch steile, teils durch ebene Steinwege miteinander verbunden sind, wobei der Höhenunterschied der einzelnen Terrassen bis zu zwölf Meter beträgt. Die freigelegte Stadt gliedert sich aktuell in vier größere Stadtteile (enthaltene Terrassen): Eje Central (46), Piedras (38), El Canal (22) und La Gallera (19). Der heute freigelegte Teil der Stadt liegt zwischen 900 und 1200 m ü. NN.

## Geschichte
Der Großteil der Stadt wurde zwischen dem 11. und 16. Jahrhundert errichtet, wenngleich die eigentlichen Ursprünge älteren Datums sind. Die geschätzte Bevölkerungsgröße betrug zu Hochzeiten 2.000–8.000 Angehörige des indigenen Volkes Tairona, die die Stadt kurz nach der Ankunft der Spanier wegen der Ausbreitung von Seuchen aufgeben mussten. Die Spanier selbst haben trotz des Handels mit den Tairona die Stadt nie betreten.
Anfang der 1970er Jahre wurde die „verlorene Stadt“ durch Grabräuber wiederentdeckt und auf der Suche nach Kunsthandwerk bzw. Goldschmuck geplündert. Während der „Blütezeit“ (1960–1980) des Hanfs wurde in der Region auf den Plattformen der Stadt Marihuana angebaut. Im Jahr 1973 führte das Instituto Colombiano de Antropología (ICAN) Erkundungen in der Sierra Nevada de Santa zur Erforschung der Tairona-Kultur durch und wurde auf diese Missstände aufmerksam. 1976 entsandte die kolumbianische Regierung eine archäologische Expedition, bei der die (Folge-)Schäden an den Fundamenten durch illegale Grabungen dokumentiert wurden. Insbesondere das Unterspülen der Mauern durch die entstandenen Versickerungsmulden stellte eine massive Gefahr für die Stabilität der Bauten dar. Das Institut führte Maßnahmen zum Schutz vor weiterer Zerstörung und zur Reparatur der Ciudad Perdida durch. Unter der Leitung von Gilberto Cadavid wurden in einem dreiteiligen Projekt von 1986 bis 1993 Treppen und Wege von Schlamm, Erde und schädigender Vegetation befreit (biotische Verwitterung), sowie kollabierte Mauern wieder in der ursprünglichen Bauweise ohne Mörtel in Stand gesetzt. Weitere Projekte folgten in den 2000er Jahren. Heute befindet sich in der Stadt ein permanenter archäologischer Stützpunkt. Einen kleinen Teil der übrig gebliebenen Fundstücke kann man in Cartagena im Museo de Oro und in Santa Marta im dortigen Museo de Oro sehen.

## Merkmale der Stadt

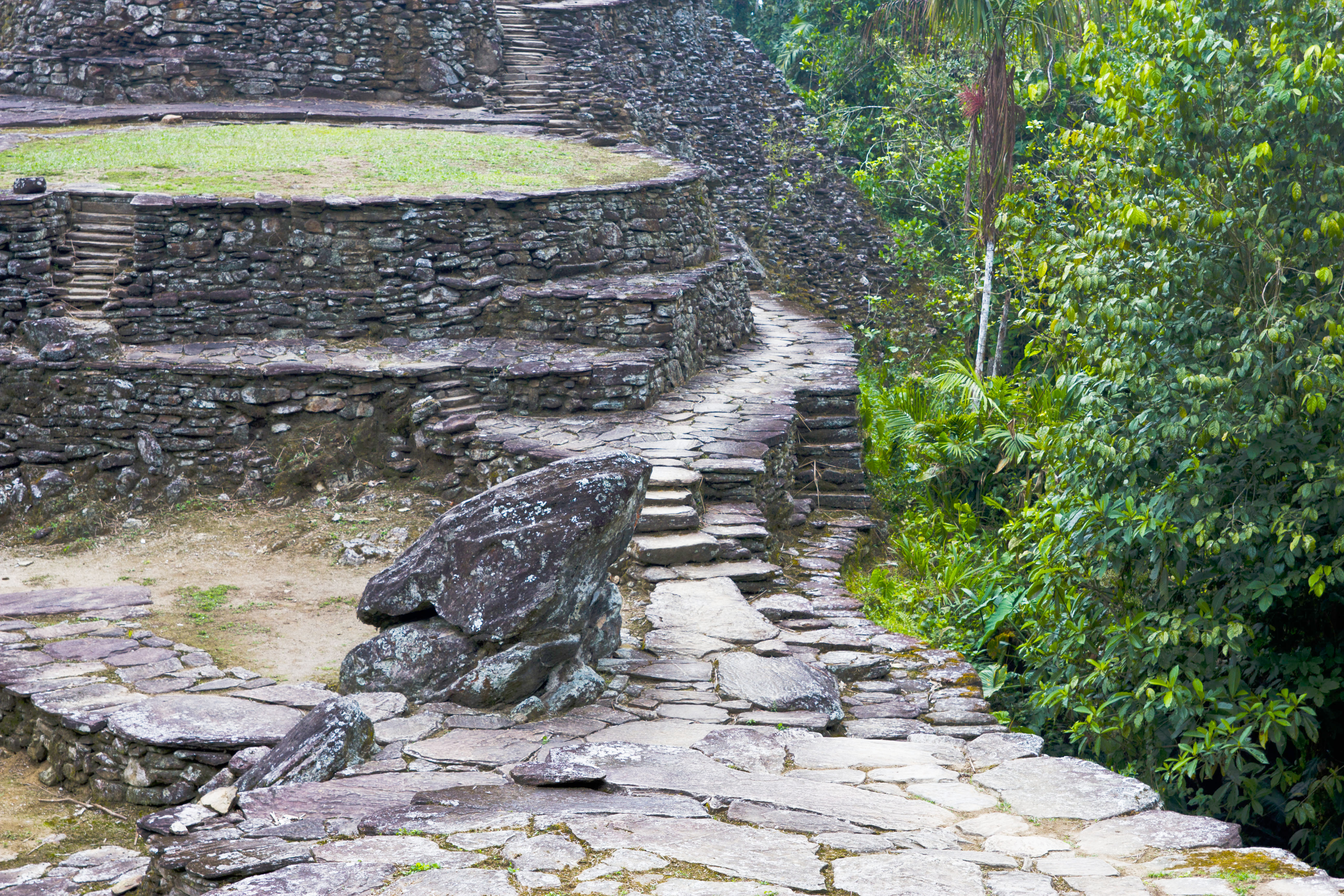
Terrassenbauweise der Ciudad Perdida innerhalb des Stadtteils Eje Central

Die heutige Ruinenstadt besitzt sechs Strukturmerkmale:
- Runde und ovale Terrassen für Wohnhäuser
- Runde und ovale Terrassen für Landwirtschaft und Gärten
- Treppen zur Verbindung der Terrassen
- Gepflasterte Wege zur Verbindung von Terrassen und Stadtteilen
- Drainage-Kanäle[5]
- Brücken

Zum Bau einer Terrassenwand wurde aus dem Erdreich eine annähernd rechteckige Böschung abgetragen. Aus dem Abtrag wurden geeignete Steine zum Mauerbau isoliert. Beim Mauerbau wurde die Rückseite mit Erdreich und Schutt verdichtet. Ab einer bestimmten Höhe wurden auf das Mauerwerk eine Reihe flacher Steine (1–2 m lange Bindersteine) aufgelegt, die ins Erdreich reichten. Auf dieser wurde wieder eine stetig nach hinten versetzte Reihe mit Quadersteinen aufgebaut, um eine Abschrägung des Mauerwerks zu erreichen. Als Mauerabdeckung wurden ebenfalls flache Steinplatten verwendet, um das Mauerwerk vor Erosion zu schützen.

## Verkehr

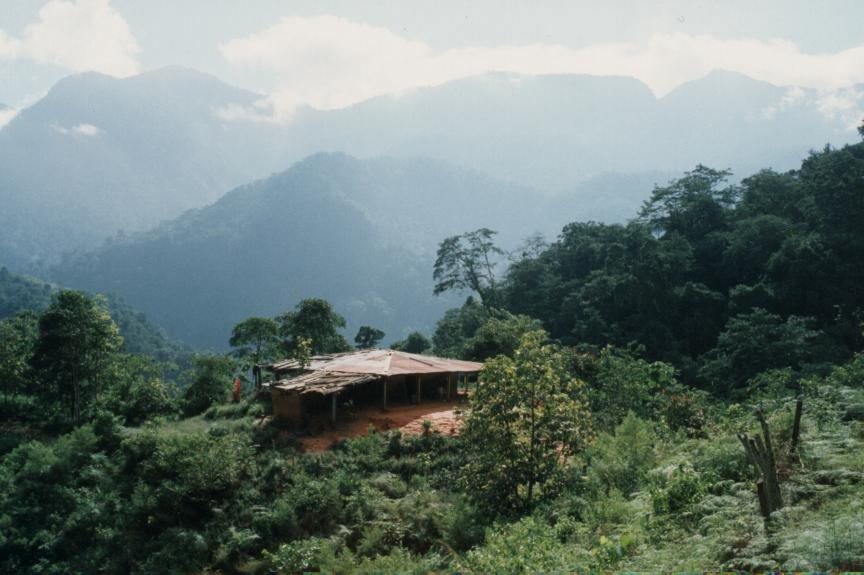
Unterkunft auf dem Fußweg zur Ciudad Perdida

Der zentrale Platz, der den heute in der Sierra lebenden Kogi und Arhuaco als heilig gilt, wird trotz heftiger Proteste der Kogi als Landeplatz für Hubschrauber genutzt. Jahrzehntelang landeten hier regelmäßig Helikopter, um Touristen zu transportieren. Nachdem Studien zeigten, dass dies die archäologische Bausubstanz schädigt, wurden im Jahr 2010 Starts und Landungen von Hubschraubern für touristische Zwecke verboten; für Helikopter der Armee, die die Stätte permanent bewacht, gilt das Verbot nicht. Ebenso verboten wurden Zeltübernachtungen auf dem Gelände.
Für Touristen lässt sich die Ciudad Perdida seit dem Verbot der Hubschrauberlandungen ausschließlich auf einer über Agenturen mit lizenzierten Führern gebuchten vier- bis sechstägigen Trekking-Tour erreichen. Die Kosten dafür liegen bei umgerechnet etwa 330 Euro (Stand: 2023) pro Person. Davon geht ein geringer Betrag (2019: etwa 13 Euro) an die dort lebenden Ureinwohner.
Der ca. 22 km lange Fußmarsch zur verlassenen Stadt führt durch den Dschungel der Sierra Nevada de Santa Marta. Die Route durchquert tropischen Regenwald, in höheren Lagen Nebelwald, und folgt teilweise dem Tal des Buritaca-Flusses. Dessen mehrfach erforderliche Durchquerungen können während der Regenzeit sehr schwierig werden, außerdem sind dann die teilweise steilen Wege oft schlammig und rutschig. Insgesamt gilt der Trek als mittelschwierig.

## Schutzstatus
Ciudad Perdida ist Teil des 1979 von der UNESCO als Biosphärenreservat anerkannten Nationalparks Sierra Nevada de Santa Marta. Sie stand im Zeitraum 1993–2022 auf der Tentativliste der UNESCO-Welterbekandidaten unter der Nr. 147, wurde 2022 von der Liste entfernt und als Weltnatur/-kulturerbekandidat Nr. 5765 reintegriert.

## Politische Lage in der Region
Die Region ist von der Regierung Kolumbiens deklariertes Indigenenland. Dennoch breitet sich die Erschließung durch Siedler, die
rund um die Sierra Nevada wohnen, weiter aus. Die Indigenen sind so gezwungen, sich immer weiter in die Berge zurückzuziehen.
Ein Großteil der Sierra Nevada steht unter Kontrolle der Guerillagruppe FARC. Während Ende 1999 auf dem Weg zur Ciudad Perdida Besuchergruppen noch unbehelligt FARC-Kontrollpunkte passieren konnten und Tourenführer versicherten, dass es Absprachen zwischen den Veranstaltern und der Guerilla gebe, wurde im September 2003 eine Touristengruppe auf dem Weg zur Ciudad Perdida von der Guerillagruppe ELN entführt. Allerdings befand die Gruppe sich auf einer Wanderung in der Sierra Nevada und nicht im unmittelbaren Bereich des archäologischen Denkmals. Die Sicherheitslage hat sich in den letzten Jahren gerade im Schnittbereich der Provinzen Magdalena und La Guajira deutlich entspannt, so dass ein Besuch der Ciudad Perdida selbst möglich ist (Stand April 2011). Ferner patrouilliert das kolumbianische Militär entlang des Weges (Stand April 2011).